# Barabasz (wieś)
Barabasz (ros. Барабаш) – rosyjska wieś (ros. село, trb. sieło) w  rejonie chasańskim (Kraj Nadmorski). 
W 2010 roku liczyła 5691 mieszkańców.